# Борисово (Бабушкинский район)
Борисово — деревня в Бабушкинском районе Вологодской области.
Входит в состав Березниковского сельского поселения, с точки зрения административно-территориального деления — в Березниковский сельсовет.
Расстояние до районного центра села имени Бабушкина по автодороге составляет 90 км, до центра муниципального образования Воскресенского по прямой — 8 км. Ближайшие населённые пункты — Грушино, Дмитриево, Минькино.
Население по данным переписи 2002 года — 13 человек.